# Samóilov
Samóilov - Самойлов (rus) - és un khútor, un poble, del krai de Krasnodar, a Rússia. Es troba a la vora esquerra del riu Kuban, a 7 km a l'oest de Gulkévitxi i a 133 km a l'est de Krasnodar, la capital.
Pertany al municipi de Novoukraïnskoie.